# Illas
Illas és un conceyu de la Comunitat Autònoma del Principat d'Astúries. Limita al nord amb Castrillón i Corvera, al sud amb Les Regueres i Llanera, a l'est amb Corvera i Llanera i a l'oest amb Candamu.
Des del 17 d'agost de 2012 la seua capital és al nucli de La Caizuela.

## Història

### Edat antiga
Aquest territori ha estat vinculat al desenvolupament històric de la comarca d'Avilés. Hi ha escassetat de jaciments arqueològics dels temps prehistòrics i fins i tot per als primers segles de la història d'Astúries. En aquest vast període assenyalarem únicament les dues necròpolis tumulars de La Reigada i el Cerru de la Peña. No tenim notícies d'aquest espai territorial fins al període altmigeval. La primera referència està datada en el 900 i s'inclou en la falsa donació d'Alfons III d'Astúries a l'església d'Oviedo.

### Edat mitjana i moderna
No serà fins al segle xi, quan trobem documentació, així ens trobem als poderosos comtes Piniolo i Aldonza, fent una donació al Monestir de San Vicente d'Oviedo de la vila de Viesca, això ens informa sobre la pertinença de Viescas a l'extens territori de Gozón o, cosa que és el mateix, a l'espai controlat pel famós castell. Per tant, l'actual terme d'Illas es trobava llavors integrat en la demarcació altomigeval de Gozón. En el segle xii, serà La Mitra d'Oviedo i el monestir de San Vicente les dues institucions la presència patrimonial de les quals està millor documentada. Però també l'aristocràcia laica es troba present en les propietats d'Illas. En aquestes dates apareixeran les famílies Valdés i Ales.
Avilés ja és una vila puixant i va deure generar un procés disgregador que va conduir a l'aparició de demarcacions més petites: Illas, Corvera, Castrillón, Gozón. No serà fins al segle xiii, quan Ferran IV, inclou Illas a la vila avilesina com terres de la seva alfoz, però aquesta submissió no devia estar exempt de tensions com ho demostren els fons de l'arxiu d'Avilés. La dependència d'Illas respecte d'Avilés no només va estar marcada per l'afany d'autogovern de les seves gents, sinó que va haver de suportar les ingerències de la família Quiñones. Aquestes interferències seguiran durant el segle següent. En els segles moderns no hi ha grans transformacions. Les terres d'Illas es mantenen sota la jurisdicció d'Avilés. Les seves activitats són agràries i els seus caserius rurals. Durant aquests segles Illas va deure tenir latents les seves antigues expectatives d'independència.

### Edat contemporània
Serà en el segle xix, quan es noten les seves ganes d'independència i en 1809 l'alcalde d'Illas nomenat en Avilés no és admès pel poble d'Illas, tenint problemes constants amb Avilés. No serà fins a la consolidació del règim constitucional, quan Illas arribi a la seva reclamada llibertat municipal, reunint-se el seu Ajuntament en el pòrtic de l'església de San Julián. De totes maneres aquest concejo sempre estarà unit en totes les seves fases a l'evolució històrica d'Avilés.

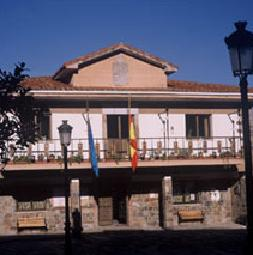
Ajuntament d'Illas

En el segle xx, hi ha un fenomen a destacar i aquest és la instal·lació d'Ensidesa a la ria d'Avilés en els anys cinquanta i la indústria complementària, que va portar una evolució de la comarca i als seus voltants. Encara ens crida l'atenció l'evolució tan diferent d'aquest concejo respecte a la resta de l'entorn, especialitzant-se en la producció agrària, i no integrant-se directament en la xarxa industrial de la comarca, encara que si va influir indirectament en ella, amb el subministrament de mà d'obra.

## Geografia
Amb una població de 1.018 habitants, els seus principals nuclis per nombre d'habitants són: La Perera, Callezuela que és la capital del municipi, Sanzadornin, Viescas i La Piniella. Les seves principals vies de comunicació són l'AS-237 que uneix Avilés amb Candamu i travessa el concejo de nord a sud i és la seva principal artèria. Hi ha una gran quantitat de carreteres comarcals i locals. Està a una distància de la capital del Principat, Oviedo, de 37 quilòmetres. La topografia del concejo és molt accidentada amb forts desnivells i poques terres planes, predominant les forests de poca altura coberts d'arbrat. La seva major elevació és El Picu Taborneda (Gorfolí), de 619 metres. La resta del territori es troba entre els 200 i els 400 entre freqüents pendents.

## Parròquies
El concejo de Illas està format per 3 parròquies rurals: 
- Illas
- La Peral
- Villa

## Evolució demogràfica
Illas va tenir a principis del segle xx, una elevada ocupació al voltant 2.013 persones, si tenim en compte la topografia tan accidentada del seu territori. La seva emigració va ser lenta però constant, en 1950 la seva població s'havia reduït a 1.656 habitants, a partir d'aquesta data i a causa del desenvolupament industrial d'Avilés, incidirà positivament en l'evolució demogràfica del concejo, ja que permet a la seva població desplaçar-se a treballar, però sense canviar el seu lloc de residència. Això va fer que Illas tornés a créixer i entre 1960 i 1970 els seus efectius arribessin als 1.800, però això no quedaria així, havia un nou canvi a causa de la crisi que afecto al sector industrial, així els seus efectius en 1996 van quedar reduïts a 1.223 habitants. La seva població es troba molt envellida, predominant les persones majors de 55 anys, ja que la seva última emigració va afectar la fase adulta, deixant per tant molt reduïda la seva població de menors de 15 anys.

## Economia
Ha tingut una dependència econòmica d'Avilés, però a diferència de Corvera i Avilés no ha sofert les conseqüències d'un creixement urbà indiscriminat, conservant la seva qualitat ambiental i l'aspecte d'un concejo rural. Així en Illas predominen les activitats agropecuàries, compte amb abundància de pastures per a la ramaderia bovina, destinada a la producció de carn i sobretot de llet. A aquest concejo se'l considera per la seva proximitat als grans nuclis urbans d'Astúries i al cinturó industrial d'Avilés com el pulmó d'Astúries.

## Política
Al concejo d'Illas, des de 1979, el partit que més temps ha governat han estat el PP (vegeu llista d'alcaldes d'Illas). Tanamateix, l'actual alcalde és Alberto Tirador, d'IU-BA, qui governa des de 2007.
|      | IU-BA | PP | PSOE | URAS | Altres | Total |
| ---- | ----- | -- | ---- | ---- | ------ | ----- |
| 2003 | 2     | 2  | 1    | 4    | 0      | 9     |
| 2007 | 4     | 3  | 1    | 1    | 0      | 9     |